# Fleury François Richard
Fleury François Richard (25 de fevereiro de 1777, Lyon - 14 de março de 1852, Écully), às vezes chamado de Fleury-Richard, foi um pintor francês pertencente à chamada Escola de Lyon. Aluno do mestre neoclássico Jacques-Louis David, Fleury-Richard, juntamente com o seu amigo Pierre Révoil, foram pintores românticos, precursores do Estilo Trovador.

## Biografia
Filho de um magistrado, Richard estudou no Collège de l'Oratoire, em Lyon, e depois na École de Dessin, com Alexis Grognard.  Nesta escola, conheceu Pierre Révoil. Em 1796, ingressou no estúdio parisiense de Jacques-Louis David. As suas primeiras pinturas tiveram grande sucesso e ele integrou-se na intelectualidade parisiense, entre a qual o estilo trovador era muito apreciado. Tornou-se o pintor preferido da imperatriz Josefina de Beauharnais, que comprou muitos dos seus quadros, de modo que o seu renome europeu foi reconhecido por Madame de Staël.
Em 1808, Richard instalou o seu atelier no Palais Saint-Pierre, em Lyon, cedido pela cidade em agradecimento pelos benefícios que a sua reputação lhe trouxe. Foi iniciado na Loja Maçónica de Rito Escocês de Ísis em 1809, e em 1814 casou-se com a filha de um banqueiro, Blanche Menut. Foi feito cavaleiro da Legião de Honra, em 1815.
Em busca de inspiração, visitou Genebra, Milão, Turim e o Delfinado. Foi professor na École des beaux-arts de Lyon, de 1818 a 1823. Em 1851, instalou-se em Écully, dedicando-se à escrita. Publicou Souvenirs, sobre as vidas de pintores, e uma obra sobre pintura nas cidades de segunda ordem da França, Quelques réflexions sur l'enseignement de la peinture dans les villes de second ordre.